# Беріху Арегаві
Беріху Арегаві Теклехайманот (англ. Berihu Aregawi Teklehaimanot, амх. በሪሁ አረጋዊ; нар. 28 лютого 2001) — ефіопський легкоатлет, який спеціалізується у бігу на довгі дистанції.

## Спортивні досягнення
Срібний олімпійський призер з бігу на 10000 метрів (2024).
Фіналіст (4-е місце) Олімпійських ігор у бігу на 10000 метрів (2021).
Чемпіон Діамантової ліги сезону-2021 у бігу на 5000 метрів.
Бронзовий призер чемпіонату світу серед юніорів у бігу на 10000 метрів (2018).
Срібний призер юнацьких Олімпійських ігор у комбінованому заліку за підсумками легкоатлетичного кросу та бігу на 3000 метрів (2018).
Рекордсмен світу з шосейного бігу на 5 кілометрів (12.49; 2021).

## Основні міжнародні виступи
| Рік  | Змагання                      | Місто        | Місце | Дисципліна    |
| ---- | ----------------------------- | ------------ | ----- | ------------- |
| 2018 | Чемпіонат світу серед юніорів | Тампере      | 3     | 10000 м       |
| 2018 | Юнацькі Олімпійські ігри      | Буенос-Айрес | 2     | крос + 3000 м |
| 2021 | Олімпійські ігри              | Токіо        |       | 10000 м       |